# إبراهام سانشيز
إبراهام سانشيز (بالإسبانية: Abraham Sánchez)‏ هو لاعب كرة قدم مكسيكي، ولد في 11 أبريل 1992. لعب مع نادي سيلايا.